# Kristina Tomić
Kristina Tomić (29 de marzo de 1995) es una deportista croata que compite en taekwondo.
Ganó dos medallas de bronce en el Campeonato Mundial de Taekwondo, en los años 2017 y 2019, y una medalla de oro en el Campeonato Europeo de Taekwondo de 2018.
En los Juegos Europeos de Cracovia 2023 consiguió una medalla de bronce en la categoría de –57 kg.

## Palmarés internacional
| Campeonato Mundial | Campeonato Mundial       | Campeonato Mundial | Campeonato Mundial |
| Año                | Lugar                    | Medalla            | Categoría          |
| ------------------ | ------------------------ | ------------------ | ------------------ |
| 2017               | Muju (Corea del Sur)     | Medalla de bronce  | –49 kg             |
| 2019               | Mánchester (Reino Unido) | Medalla de bronce  | –49 kg             |
| Juegos Europeos    |                          |                    |                    |
| Año                | Lugar                    | Medalla            | Categoría          |
| 2023               | Krynica-Zdrój (Polonia)  | Medalla de bronce  | –57 kg             |
| Campeonato Europeo |                          |                    |                    |
| Año                | Lugar                    | Medalla            | Categoría          |
| 2018               | Kazán (Rusia)            | Medalla de oro     | –49 kg             |